# Untersteinach
Untersteinach település Németországban, azon belül Bajorországban. Lakosainak száma 1789 fő (2023. december 31.).

## Népesség
A település népessége az elmúlt években az alábbi módon változott:
| Lakosok száma | 875  | 1786 | 2069 | 1966 | 1854 | 1830 | 1838 | 1839 | 1783 | 1789 |
|               | 1875 | 1950 | 1975 | 1987 | 2012 | 2014 | 2016 | 2017 | 2021 | 2023 |